# 锡格马林根多夫
锡格马林根多夫是德国巴登-符腾堡州的一个市镇。总面积12.47平方公里，总人口3628人，其中男性1801人，女性1827人（2011年12月31日），人口密度291人/平方公里。